# Prodiamesinae
Prodiamesinae (лат.) — подсемейство двукрылых семейства комаров-звонцов.

## Описание
Среднего размера и крупные хирономиды бурого или чёрного цвета. Два основных членика усиков (скапус и педицел) не покрыты щетинками. Жгутик усика перистоопушённый состоит из 13 члеников. Глаза голые. Щетинки на темени хорошо развиты. Щупики 5-сегментный. Наличник с несколькими щетинками. Щиток с 2—5 поперечными рядями щетинок. Мембрана крыла может быть голой или покрыта микротрихиями. Анальная лопасть крыла хорошо развита. Пульвиллы на лапках небольшие, Эмподий разветвлённый. Кончики коготов зазубренные или гребенчатые. Брюшко покрыто щетинками с бледными пятнами.

## Экология
Личинки обитают в литоральной или профундальной зоне мезотрофных или олиготрофных озёр и различных водотоках (родниках, ручьях, реках).

## Классификация
Подсемейство включает четыре рода: Вероятно, к этому же подсемейству должен быть отнесён род Propsilocerus
- Compteromesa Sæther, 1981
- Monodiamesa Kieffer, 1922
- Odontomesa Pagast, 1947
- Prodiamesa Kieffer, 1906

## Распространение
Представители подсемейства встречаются в Голарктике, на юге Чили и Ориентальной области.